# Бишовець Анатолій Федорович
Анато́лій Фе́дорович Бишове́ць (нар. 23 квітня 1946, Київ) — український радянський футболіст, український радянський, український та російський футбольний тренер. Грав на позиції нападника, всю кар'єру гравця провів у київському «Динамо». Чотириразовий чемпіон СРСР. Один з найкращих нападників Радянського Союзу кін. 1960-х — поч. 1970-х років. За збірну СРСР провів 37 матчів (найкращий бомбардир збірної на чемпіонаті світу 1970 року). Тренував збірні СРСР, СНД і Росії. Заслужений майстер спорту СРСР (1991), заслужений тренер СРСР (1989), заслужений тренер України. Орден Трудового Червоного Прапора (1989), орден Пошани (Росія, 1997).

## Життєпис

### Ігрова кар'єра
Починав грати у футбольній школі «Динамо» (Київ) у 1958 році. Перші тренери: Микола Павлович Мельниченко й Микола Федорович Фоміних.
Закінчив Київський державний інститут фізичної культури (1968).
З 1964 року виступав за головну команду київського «Динамо». Разом з клубом чотири рази вигравав чемпіонат, один раз — Кубок, двічі здобув «срібло» чемпіонату СРСР. Був найкращим бомбардиром «Динамо» в сезонах 1966 — 19 м'ячів і 1967 — 9 м'ячів.
Протягом 1966—1972 років грав за національну збірну Радянського Союзу. Виступав у кваліфікації до Олімпійських ігор 1968, чемпіонатах Європи 1968 і 1972, чемпіонаті світу 1970, в турнірі Кубок Незалежності Бразилії 1972.. Загалом за збірну провів 37 матчів, забив 15 голів.
На стадіоні «Ацтека» в Мехіко встановлена статуя Анатолія Бишовця в сонмі найкращих гравців чемпіонату світу 1970 року.
Мав високу індивідуальну майстерність, техніку, часто застосовував обманні прийоми та рухи. Любив самостійно обігрувати суперника. Передчасно завершив кар'єру через травму.

### Тренерська кар'єра
Протягом 1974—1985 був тренером груп підготовки київського «Динамо», старшим тренером і директором СДЮШОР «Динамо» (Київ), у 1982—1986 був також головним тренером юнацької збірної СРСР. Разом з юнацькою збірною став віцечемпіоном Європи 1985. Після аварії на ЧАЕС втік до Москви. З липня 1986 до жовтня 1988 був головним тренером олімпійської збірної СРСР. Під його керівництвом збірна виграла футбольний турнір Олімпіади-1988.
Протягом 1987—1990 років був головним тренером «Динамо» (Москва), 1990—1992 — головний тренер збірної СРСР/СНД.
Потім працював закордоном — у сезоні 1992/93 був головним тренером кіпрського клубу АЕЛ (Лімасол), у лютому-липні технічним директором, а з серпня 1994 до серпня 1996 року — головним тренером збірної Південної Кореї.
Протягом 1997—1998 — головний тренер санкт-петербурзького «Зеніта», в липні-грудні 1998 року — головний тренер національної збірної Росії.
Наприкінці сезону 1998/99 і на початку сезону 1999/2000 — головний тренер «Шахтаря» (Донецьк).
У 2003 році був головним тренером португальського «Марітіму». Віцепрезидент ФК «Хімки» (2003—2004). Спортивний директор клубу «Гартс» (Единбург, Шотландія); у 2005 р. — головний тренер клубу «Тома» (Томськ); у 2006—2007 рр. — головний тренер клубу «Локомотива» (Москва). З жовтня 2009 року — тренер-консультант «Кубані» (Краснодар).

### Інше
- У 1973 році знявся у фільмі «Дід лівого крайнього», де зіграв роль Віталія Бесараба — відомого футболіста, онука головного героя фільму.
- Автор книги «Не впасти за фінішем» (2008).

### Громадська позиція
Багато років проживає в Росії. Засуджує дії української влади під час російське вторгнення в Україну (2022). Підтримав Анатолія Тимощука, який продовжив працювати в Росії під час війни, вважаючи, що спортсмени мають бути поза політикою.

## Титули та досягнення

### Футболіста
- Чемпіон СРСР: 1966, 1967, 1968, 1971
- Кубок СРСР: 1966
- учасник чемпіонату світу: 1970
- у списку 33 найкращих: 6 разів (1966, 1969 і 1971 — під № 1)
- Чемпіон (дублерів): 1965

### Тренера
- Олімпійський чемпіон: 1988
- Срібло чемпіонату України (Шахтар): 1999.